# موزامبیک اکسپرسو
موزامبیک اکسپرسو (به انگلیسی: Moçambique Expresso) یک شرکت هواپیمایی است که در تاریخ ۱ سپتامبر ۱۹۹۵ میلادی تأسیس شده است. دفتر مرکزی موزامبیک اکسپرسو در بیرا، موزامبیک واقع شده‌است و قطب این شرکت هواپیمایی در فرودگاه بین‌المللی ماپوتو قرار دارد.